# Tatjana Kuschtewskaja

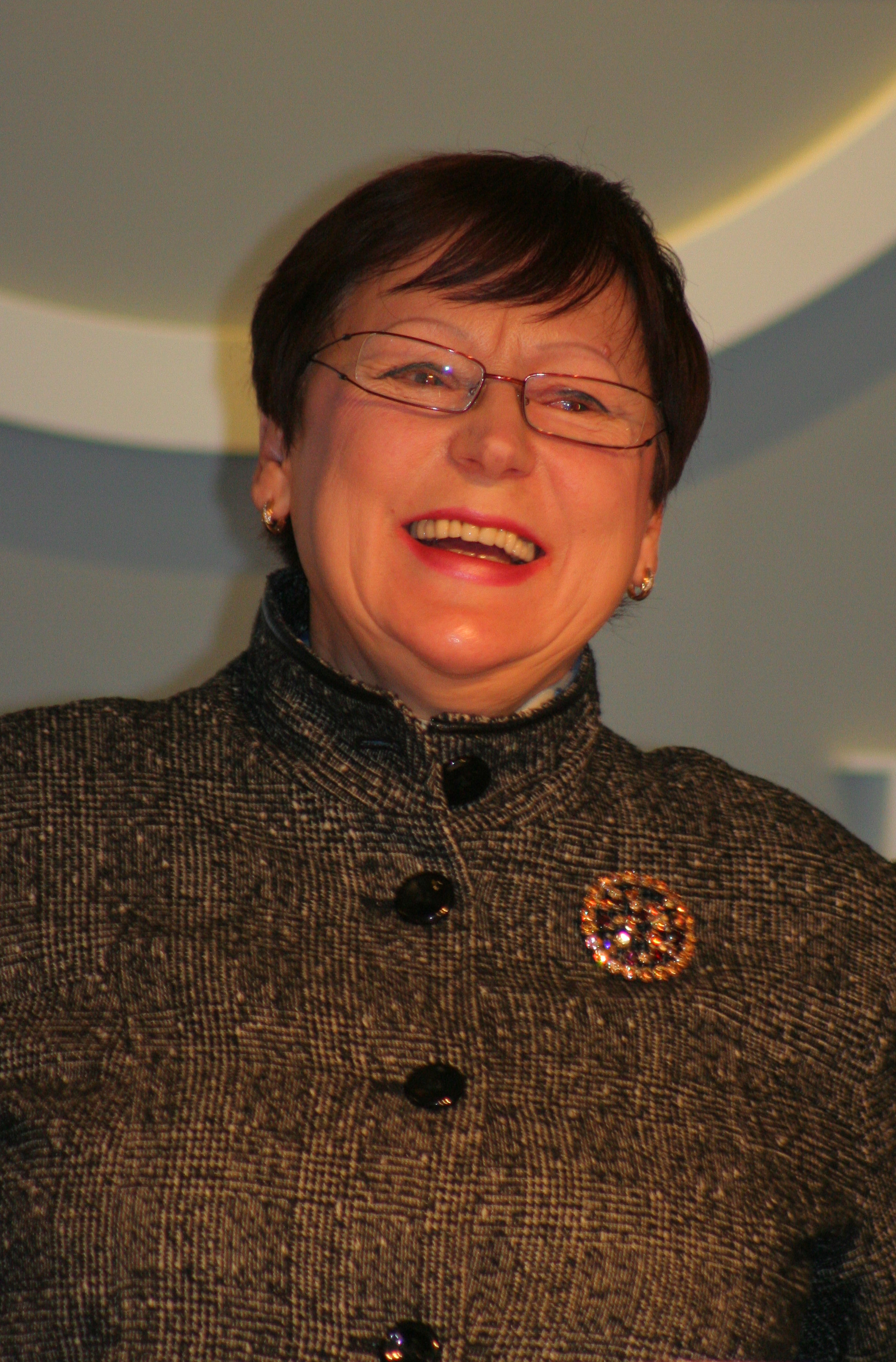
Tatjana Kuschtewskaja, 2010

Tatjana Kuschtewskaja (* 8. September 1947 in der Wüstenoase Dargan-Ata, Turkmenische SSR) ist eine in Deutschland lebende russische Schriftstellerin und Lyrikerin.

## Leben
Tatjana Wassiljewna Kuschtewskaja verbrachte ihre Jugend in der Ukraine. Sie absolvierte ein Studium der Musikpädagogik an der Musikhochschule von Artemiwsk und arbeitete acht Jahre lang als Musikpädagogin in Jakutien. Von 1976 bis 1981 schloss sie ein Studium an der Fakultät für Drehbuchautoren der Filmhochschule Moskau an. Dort leitete sie von 1983 bis 1991 einen Meisterkurs für Drehbuchautoren und war als freie Journalistin tätig. Sie verfasste zahlreiche Drehbücher und Reportagen und unternahm Reisen durch alle Regionen der ehemaligen UdSSR. 1991 ließ sie sich in Deutschland nieder und lebt seither als freie Autorin in Essen. Sie ist Mitglied im Internationalen P.E.N.-Club, im Verband deutscher Schriftsteller (VS) und Mitglied der Europäischen Autorenvereinigung Die Kogge. Gemeinsam mit Dieter Karrenberg stiftete sie 1997 den „Deutsch-Ukrainischen Literatur-Förderpreis Oles Hontschar“. Dieser Preis wird jährlich verliehen und hat zum Ziel, die moderne ukrainische Literatur zu unterstützen und zu fördern. Die Preise werden in fünf Kategorien verliehen: epische Großform (Roman), epische Kleinform (Erzählung), Lyrik, Literaturwissenschaft und Publizistik.
Tatjana Kuschtewskaja ist die Mutter der in Moskau lebenden Malerin und Bühnenbildnerin Janina (Jana) Kuschtewskaja.

## Werke
- Ich lebte tausend Leben, Velbert 1997
- Russische Szenen, Berlin 1999
- Mein geheimes Rußland. Reportagen, Düsseldorf 2000, ISBN 3-933749-41-7
- Transsibirische Eisenbahn. Geschichte und Geschichten, Berlin 2002
- Meine sibirische Flickendecke. Dokumentarischer Roman, Düsseldorf 2004, ISBN 3-89978-026-4
- Die Poesie der russischen Küche. Kulinarische Streifzüge durch die russische Literatur. Mit zahlreichen Rezepten und 24 Linolschnitten von Jana Kuschtewskaja unter Mitarbeit von Lilia Baischewa, 2. Aufl., Düsseldorf 2005, ISBN 3-89978-009-4
- »Hier liegt Freund Puschkin ...«. Spaziergänge auf russischen Friedhöfen. Mit 61 Schwarz-Weiß-Fotografien, Düsseldorf 2006, ISBN 3-89978-059-0
- Sibirienreise – die Lena. Vom Baikal bis zum Eismeer – Geschichte und Geschichten entlang dem großen sibirischen Fluß, Berlin 2007
- Küssen auf russisch. Ein Alphabet. Mit 29 Tuschzeichnungen von Janina Kuschtewskaja, Düsseldorf 2007, ISBN 978-3-89978-077-2
- Der Baikal. Geschichte und Geschichten rund um den Baikalsee, Berlin 2009
- Tolstoi auf’m Klo: Rußlands Kultur durch die Toilettenbrille betrachtet, Wostok-Verlag, Berlin 2010
- Liebe – Macht – Passion. Berühmte russische Frauen, Düsseldorf 2010, ISBN 978-3-89978-110-6
- Die Wolga. Geschichte und Geschichten von Moskau bis Astrachan, Berlin 2011
- Russinnen ohne Rußland. Berühmte russische Frauen in 18 Portraits, Düsseldorf 2012, ISBN 978-3-89978-162-5.
- Florus und Laurus. Meine russischen Tiergeschichten, Berlin 2013, ISBN 978-3-932916-60-1
- Der Jenissei – ein sibirischer Strom. Geschichte und Geschichten von seinen Quellflüssen bis zum Polarmeer, Berlin 2014, ISBN 978-3-932916-61-8
- Zu Tisch bei Genies. Neue kulinarische Streifzüge durch die russische Literatur, Düsseldorf 2014, ISBN 978-3-89978-208-0
- Am Anfang war die Frau. Die Frauen russischer Genies, Düsseldorf 2016, ISBN 978-3-89978-245-5
- Küche Sibiriens. Die Kochkunst und die Rezepte der Völker Sibiriens, Berlin 2016, ISBN 978-3-932916-64-9
- Kamtschatka – unterwegs in Russlands Fernem Osten: Geschichte und Geschichten von Menschen, Tieren, Vulkanen und Geysiren, Berlin 2017, ISBN 978-3-932916-66-3
- Aus der Apotheke meiner Babuschka. Traditionelles aus der Naturheilkunde Russlands und der Ukraine, Berlin 2017, ISBN 978-3-932916-69-4
- Der Ural. Reisen entlang der Grenze von Europa und Asien: Geschichte und Geschichten, Berlin 2018, ISBN 978-3-932916-71-7
- Geheimnisse schöner Frauen. Berühmte Künstler und ihre Modelle, Düsseldorf 2018, ISBN 978-3-89978-301-8
- Aus der Küche der russischen Zaren. Kulinarisches aus der Hofküche von Peter I. bis Nikolaus II. mit einem Exkurs in die Kremlküche, Berlin 2020, ISBN 978-3-932916-63-2
- Die Mäzenin Tschaikowskis. Obsession und Leidenschaft, Berlin 2022, ISBN 978-3-86813-150-5
- Mein geheimes Russland. Begegnungen und Erlebtes, Berlin 2023, ISBN 978-3-86813-172-7
- Der Altai. Bergland im Süden Sibiriens. Geschichte und Geschichten, Berlin 2023, ISBN 978-3-932916-79-3
- Der Amur. Geschichte und Geschichten aus Russland von einem großen Fluss, Berlin 2024, ISBN 978-3-932916-81-6
- Stark – stolz – streitbar. Berühmte Ukrainerinnen, Berlin 2024, ISBN 978-3-86813-193-2
- Muse, erzähl, was nur du weißt ... Musen und Modelle im Leben und Werk berühmter Künstler, Berlin 2025, ISBN 978-3-86813-184-0

- Zahlreiche Beiträge in Sammelbänden und anderen Publikationen

## Auszeichnungen
- Fjodor-Tjuttschew-Medaille in Gold von MIR e.V., dem Zentrum russischer Kultur in München (2003)
- Verdienstorden des Kulturministeriums der Ukraine für langjährige erfolgreiche Aktivitäten auf dem Gebiet der Kultur (2012)
- Ehren-Medaille des Schriftstellerverbandes der Ukraine für persönliche Leistungen im literarischen Bereich, für den besonderen Beitrag zur Erneuerung von Geist und Kultur des ukrainischen Volkes (2012)
- Urkunde des Präsidiums des ukrainischen Kulturfonds für Förderungsaktivitäten im Bereich der Erneuerung und der Entwicklung der nationalen Kultur (2012)
- Ehrenurkunde von MIR e.V., dem Zentrum russischer Kultur in München, für die Mitwirkung bei der Veranstaltungsreihe anlässlich der 200. Wiederkehr des Geburtstags von Michail Lermontow (2014)